# أعتقد أني أحبك (أغنية)
أعتقد أني أحبك (بالإنجليزية: I Think I Love You)‏ أغنية من تأليف كاتب الأغاني توني روميو في عام 1970. تم إصدارها كأول أغنية من قبل فريق البوب «عائلة بارتريدج The Partridge Family»، والتي تضم ديفيد كاسيدي يؤدي الغناء الرئيسي وشيرلي جونز تؤدي غناء الخلفية. كانت الأغنية هي الأكثر نجاحًا على قوائم بيلبورد هوت 100 في نوفمبر 1970.

## من هم عائلة بارتريدج
ظهرت هذه المجموعة في مسلسل كوميدي موسيقي أمريكي بطولة شيرلي جونز التي تلعب دور أم أرملة، لها خمسة أبناء أكبرهم المغني الأمريكي ديفيد كاسيدي، والعائلة تشرع في مهنة موسيقية. صدر المسلسل من 25 سبتمبر 1970 حتى 24 أغسطس 1974.
يقنع الأبناء والدتهم الأرملة، وصرافة البنك شيرلي بارتريدج، بالغناء كمجموعة وتسجيل لأغاني البوب في مرآبهم. من خلال جهود داني البالغ من العمر 10 أعوام، يجدوا مديرًا لفرقتهم، الذي يساعدهم في إنتاج أغنية تصل إلى قائمة أفضل 40 أغنية، وخلال حلقات المسلسل يستمع المشاهد لعديد من أغانيهم. مع ازدهار المسلسل وأغانيه، أصبح كاسيدي رمز للمراهقين، ووقع المنتجون مع كاسيدي كمغني منفرد. بدأ كاسيدي جولة مع مجموعته الخاصة من الموسيقيين، وأدى أغاني بارتريدج، بالإضافة إلى أغاني من ألبوماته الخاصة، إلى آلاف المراهقين الصراخ في الملاعب الكبرى في جميع أنحاء الولايات المتحدة والمملكة المتحدة وأوروبا واليابان وأستراليا، وظلت عائلة بارتريدج مشهورة بأغنيتها المنفردة التي ترسخت لأول مرة في عام 1970 بعنوان «أعتقد أنني أحبك».

## خلفية الأغنية
أصدر المغني الأمريكي ويس فاريل أغنية «أعتقد أنني أحبك»، قبل شهر من ظهور المسلسل الهزلي الموسيقي التلفزيوني «عائلة بارتريدج»، وخلال الموسم الأول من المسلسل، ظهرت الأغنية مرتين حيث كانت تتسلق قوائم الهوت بيلبورد لتصبح الأغنية رقم واحد في الولايات المتحدة وكندا في نوفمبر عام 1970، ورقم 1 في أستراليا في عام 1971.

## نسخ أخرى من الأغنية
سجل المغني الأمريكي بيري كومو Perry Como في 25 نوفمبر 1970 أغنية «أعتقد أنني أحبك» مع أوركسترا نيك بيريتو، في الفندق الدولي في لاس فيجاس، ليتضمنها ألبومه «إنه مستحيل It's Impossible» في ديسمبر 1970، وأعيد إصدارها مرة أخرى في عام 1975.
سجل الفريق الانجلو أمريكي لموسيقى الروك والبوب البديل «فويس اوف ذي بيهايف Voice of the Beehive» الأغنية عام 1991، وبلغت نسختهم من الأغنية المركز 25 على قائمة أفضل الأغاني في المملكة المتحدة في أكتوبر 1991، وصعدت إلى المركز 12 على قائمة الفردي الأسترالي في مارس 1992.

## كلمات الأغنية
انا نائم I'm sleeping

وفي منتصف حلم جيد And right in the middle of a good dream
وفجأة استيقظ And all at once I wake up
من شيء لا يزال يطرق عقلي From something that keeps knocking at my brain
قبل أن أصاب بالجنون Before I go insane
ضممت وسادتي إلى رأسي I hold my pillow to my head
وأسرعت إلى فراشي And spring up in my bed
أصرخ بالكلمات التي أخافها Screaming out the words I dread
أعتقد أني أحبك I think I love you
هذا الصباح استيقظت بهذا الشعور This morning I woke up with this feeling
لم أعرف كيف أتعامل معه I didn't know how to deal with
ولذا قررت فقط لنفسي And so I just decided to myself
أن أخفيه في نفسي I'd hide it to myself
ولا أتحدث عنه أبدًا And never talk about it
ولا أنطلق وأصرخ به And did not go and shout it
عندما دخلت الغرفة When you walked into the room
أعتقد أني أحبك I think I love you
أعتقد أني أحبك I think I love you
إذن ما الذي أخاف منه so what am I so afraid of
أخشى أنني لست متأكدًا من ذلك I'm afraid that I'm not sure of
الحب لا علاج له A love there is no cure for
أعتقد أني أحبك I think I love you
أليس هذا ما صنعت منه الحياة Isn't that what life is made of
على الرغم من أنه يقلقني أن أقول Though it worries me to say
أنني لم أشعر بهذه الطريقة أبدًا That I never felt this way
لا أعرف ما الذي أواجهه I don't know what I'm up against
لا أعرف ما هو كل ذلك I don't know what it's all about
لدي الكثير لأفكر فيه I got so much to think about
أعتقد أنني أحبك Hey, I think I love you
إذن ما الذي أخاف منه So what am I so afraid of
أخشى أنني لست متأكدًا من ذلك I'm afraid that I'm not sure of
الحب لا علاج منه A love there is no cure for
أعتقد أني أحبك I think I love you
أليس هذا ما صنعت منه الحياة Isn't that what life is made of
على الرغم من أنه يقلقني أن أقول Though it worries me to say
لم أشعر بهذه الطريقة قط I never felt this way
صدقنى Believe me
لا داعي للقلق حقًا You really don't have to worry
أنا فقط أريد أن أجعلك سعيدة I only wanna make you happy
وإذا قلت «اذهب بعيدًا» فسأفعل And if you say "hey go away," I will
لكني أعتقد أنه من الأفضل But I think better still
من الأفضل أن أبقى بجوارك وأحبك I'd better stay around and love you
هل تعتقد أن لدي قضية Do you think I have a case
دعني أسألك في وجهك Let me ask you to your face
هل تعتقد أنك تحبني Do you think you love me
أعتقد أني أحبك I think I love you

## وصلات خارجية
- أعتقد أني أحبك (أغنية) على موقع Secondhandsongs
- أعتقد أني أحبك (أغنية)على موقع Allmusic
- أعتقد أني أحبك (أغنية) على موقع Songfacts
- أعتقد أني أحبك (أغنية) على موقع Imdb
- أعتقد أني أحبك (أغنية) على موقع Biography